# Ліксвілл (Міссісіпі)
Ліксвілл (англ. Leakesville) — місто (англ. city) в США, в окрузі Грін штату Міссісіпі. Населення — 3775 осіб (2020).

## Географія
Ліксвілл розташований за координатами 31°9′15″ пн. ш. 88°33′30″ зх. д. / 31.15417° пн. ш. 88.55833° зх. д. (31.154160, -88.558269).  За даними Бюро перепису населення США в 2010 році місто мало площу 4,11 км², з яких 4,10 км² — суходіл та 0,01 км² — водойми.

## Демографія
Згідно з переписом 2010 року, у місті мешкало 898 осіб у 371 домогосподарстві у складі 255 родин. Густота населення становила 218 осіб/км².  Було 424 помешкання (103/км²).
Расовий склад населення:
| - 78,3 % — білих - 20,0 % — чорних або афроамериканців - 0,1 % — азіатів |

До двох чи більше рас належало 1,2 %. Частка іспаномовних становила 2,3 % від усіх жителів.
За віковим діапазоном населення розподілялося таким чином: 26,1 % — особи молодші 18 років, 53,7 % — особи у віці 18—64 років, 20,2 % — особи у віці 65 років та старші. Медіана віку мешканця становила 39,0 року. На 100 осіб жіночої статі у місті припадало 92,7 чоловіків;  на 100 жінок у віці від 18 років та старших — 86,0 чоловіків також старших 18 років.
Середній дохід на одне домашнє господарство  становив 48 498 доларів США (медіана — 44 091), а середній дохід на одну сім'ю — 50 380 доларів (медіана — 45 750). За межею бідності перебувало 10,9 % осіб, у тому числі 16,2 % дітей у віці до 18 років та 5,8 % осіб у віці 65 років та старших.
Цивільне працевлаштоване населення становило 293 особи. Основні галузі зайнятості: освіта, охорона здоров'я та соціальна допомога — 25,6 %, будівництво — 20,5 %, публічна адміністрація — 11,9 %, фінанси, страхування та нерухомість — 10,9 %.